# Aleksandra Wozniak

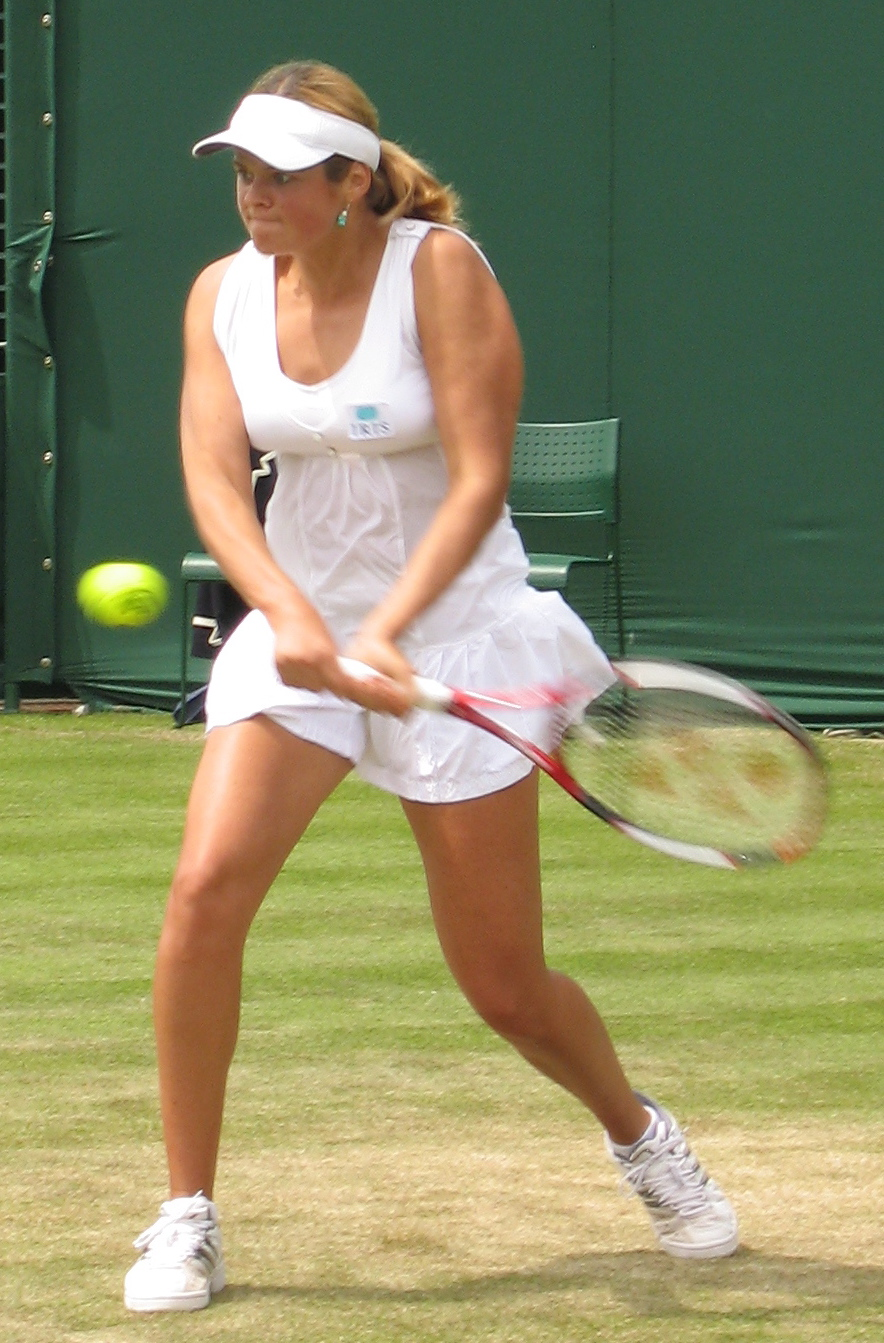
Alexandra Wozniak a Wimbledon (2008).

Aleksandra Wozniak (Montreal, Quebec, 7 de setembre de 1987) és una tennista professional quebequesa.
Ha guanyat diversos títols del circuit challenger a individuals, un a dobles, i un torneig en el circuit professional de la WTA. Actualment està classificada la núm. 39 al rànquing mundial de la WTA.